# Тюльган
Тюльга́н — посёлок, центр Тюльганского поссовета и Тюльганского района Оренбургской области России.

## Этимология
Назван был по хутору Тюльган, располагавшемуся в 4 км. Само же слово происходит либо от казахского личного имени Тюлеген, любо от башкирского родоплеменного названия тюльке, либо связывают со словом тюйлюгэн — «коршун». Также существует легенда о происхождении названия урочища, давшее название и хутору и посёлку. Согласно которой в данном урочище на ночь остановилась казахская свадебная процессия, ехавшая выкупать невесту. В качестве калыма везли верблюда. В эту ночь верблюд умер, свадьба не состоялась а слова туй — "свадьба" и ульган — "умершая" остались в названии.

## География
Расположен у горного массива Малый Накас, у реки Тюльган,  в 130 км к северо-востоку от г. Оренбурга.

## История
В 1940-е годы на территории современного Тюльганского района открыто месторождение бурого угля, рядом с которым в 1953 году был основан населённый пункт Тюльган.
В 1960 году Тюльган стал районным центром Троицкого района, который перенесли из села Троицкого. В 1965 году был образован Тюльганский район с районным центром в пгт. Тюльган.
С 1957 по 1999 годы Тюльган имел статус рабочего поселка.

## Население
| 1959  | 1970  | 1979  | 1989    | 2002    | 2010  | 2012  | 2013  |
| ----- | ----- | ----- | ------- | ------- | ----- | ----- | ----- |
| 2637  | ↗3128 | ↗5103 | ↗10 681 | ↘10 161 | ↘8959 | ↘8769 | ↘8657 |
| 2021  |       |       |         |         |       |       |       |
| ↗9297 |       |       |         |         |       |       |       |

Проживают русские, башкиры, татары.

## Инфраструктура
Экономика
Промышленность в поселке представляют такие предприятия, как ООО «Тюльганский машиностроительный завод», ООО «Тюльганский электромеханический завод». Строительная отрасль представлена ООО «Ремстройинвест». Добывающим предприятием является ОАО «Оренбургуголь» (добыча бурого угля открытом способом). Также в поселке расположен хлебозавод ООО «Тюльган — Иволга».
Социальная сфера
В поселке расположены образовательные учреждения: средняя общеобразовательная школа № 1, лицей № 1, детско-юношеская спортивная школа, детская школа искусств, филиал Шарлыкского технического техникума, районный дом культуры «Юбилейный», районная библиотека.
Спорт
В поселке расположены плавательный бассейн «Пингвин», стадион «Восход» с роллерно-беговой дорожкой. В 2007 году построен физкультурно-оздоровительный комплекс «Олимп» с ледовой ареной, где открыты секции фигурного катания и хоккея.

## Климат
| Показатель                    | Янв. | Фев. | Март | Апр. | Май | Июнь | Июль | Авг. | Сен. | Окт. | Нояб. | Дек. |
| ----------------------------- | ---- | ---- | ---- | ---- | --- | ---- | ---- | ---- | ---- | ---- | ----- | ---- |
| Средний суточный максимум, °C | −11  | −10  | −2   | 11   | 21  | 25   | 26   | 26   | 18   | 8    | −1    | −8   |
| Средний суточный минимум, °C  | −17  | −17  | −9   | 1    | 8   | 12   | 15   | 14   | 7    | 1    | −8    | −15  |
| Источник: www.meteoprog.com   |      |      |      |      |     |      |      |      |      |      |       |      |

## Транспорт
Станция Тюльган  Оренбургского региона Куйбышевской железной дороги. Автомобильные дороги регионального значения Оренбургской области.

## Религия
Православные храмы
- Церковь Николая Чудотворца

Протестантские общины
- Дом молитвы евангельских христиан-баптистов «Надежда»
- Дом молитвы христиан веры евангельской «Возрождение»

Мечети
- Мечеть Алия